# HD 217107
HD 217107 (HIP 113421) — звезда, которая находится в созвездии Рыбы на расстоянии около 64,3 световых лет от нас. Вокруг звезды обращается, как минимум, две планеты.

## Характеристики
HD 217107 представляет собой жёлтый субгигант с массой, равной 0,9 массы Солнца. Основываясь на спектральном анализе, учёные выяснили, что звезда имеет низкую хромосферную активность. Как и у Солнца, в её атмосфере обнаружено пониженное количество Li. Скорость вращения звезды вокруг собственной оси — менее 2 километров в секунду.

## Планетная система
У звезды были обнаружены две планеты. Первая из них, HD 217107 b, была открыта в 1998 году. Её масса составляет 1,39 масс Юпитера, а обращается она на расстоянии 0,074 а. е. от родительской звезды, совершая полный оборот за 7,12 суток. Вторая планета, HD 217107 c, открытая в 2005 году, вдвое превышает Юпитер по массе и находится дальше от звезды, чем первая планета — на расстоянии 4,41 а. е. Полный оборот она совершает за 4270 дней.

## Ближайшее окружение звезды
Следующие звёздные системы находятся на расстоянии в пределах 20 световых лет от HD 217107:
| Звезда     | Спектральный класс | Расстояние, св. лет |
| LHS 3872   | M V                | 2,9                 |
| LHS 3850   | M V                | 6,1                 |
| HD 215152  | K0 V               | 8,7                 |
| HD 217580  | K4 V               | 9,2                 |
| HD 214100  | K5-M1 V            | 9,4                 |
| 94 Водолея | G5-8 IV / ? / K2 V | 14                  |
| HD 210277  | G0-8 V-IV          | 16                  |
| 53 Водолея | G1-3 V / G2-3 V    | 18                  |
| ξ Пегаса   | F6-7 V-III / M1 V  | 19                  |